# Elmo (Toskana)
Elmo ist ein Ort in der Maremmaregion in der Toskana, Provinz Grosseto in Italien, zudem Ortsteil (Fraktion, italienisch frazione) der Gemeinde Sorano.

## Geographie
Der Ort liegt an der südöstlichen Seite des Monte Elmo auf einer Höhe von 510 Metern. Der Ort liegt an einer Straßenkreuzung: Man kann von Elmo aus südlich nach Sorano, nordöstlich nach Montevitozzo oder westlich nach Montebuono fahren. Die Entfernung nach Sorano beträgt circa zwölf Kilometer, nach Grosseto sind es knapp unter fünfzig Kilometer.

## Siedlungsgeografie
Das Siedlungsgebiet des Ortes besteht aus dem Hauptort Elmo (510 m ü. NN, 39 Bewohner) sowie den kleineren Siedlungen Casa Burlandi, Casa Monnoni und Il Poggiolo und den kleineren Orten Casa Sbraci (546 m ü. NN, 18 Bewohner), Il Palazzetto (485 m ü. NN, 16 Bewohner), Le Pianacce (485 m ü. NN, 23 Bewohner) und Pantagnone (571 m ü. NN, 20 Bewohner).

## Geschichte
Das Land um Elmo war unter dem Großherzog Cosimo III. de’ Medici ein Lehen, das 1707 Ermo Vivo hieß. Er hatte es an Tommaso und Marcello Cervini abgetreten. Die beiden waren Neffen des Bischofs von Montepulciano. 1749 wurde das Lehen gesetzlich gelöscht, wie alle anderen Lehen in der Toskana.

## Baudenkmäler und Sehenswürdigkeiten
Es gibt zwei Gebetsstätten im Dorf, ein altes Kirchlein aus dem 16. Jahrhundert, das heute verfallen ist, sowie die neue Pfarrkirche San Giovanni Decollato. In letzterer befinden sich drei Kunstwerke, die früher in der alten Kirche zu sehen waren: die Annunciazione (die Verkündigung), die Vergine in trono con i Santi (Jungfrau auf dem Thron mit Heiligen) und der Sposalizio della Vergine (die Vermählung der Jungfrau).
Von der Abtei von Montecalvello sind heute nur noch Ruinen erhalten. Sie entstand im Mittelalter als Kloster der Benediktiner und wurde durch einen Aufenthalt Ildebrando Aldobrandeschis von Soana bekannt, der später unter dem Namen Gregor VII. Papst war.

## Bevölkerungsentwicklung
Die Bewohnerzahlen in der folgenden Tabelle beziehen sich bis 2001 jeweils auf das gesamte Gebiet von Elmo einschließlich der kleineren Siedlungen. Dort wo Zahlen in Klammern angegeben sind, beziehen sie sich auf den Hauptort. Da Ende der 90er Jahre die Siedlungen administrativ anders erfasst wurden, beziehen sie die Zahlen ab 2001 nur noch auf den Hauptort.
| Jahr | Bewohner |
| ---- | -------- |
| 1745 | 110      |
| 1833 | 245      |
| 1845 | 313      |
| 1921 | 503      |
| 1931 | 435      |
| 1961 | 347 (60) |
| 1981 | 215 (44) |
| 2001 | 44       |
| 2011 | 39       |